# Lissonota nigricornis
Lissonota nigricornis là một loài tò vò trong họ Ichneumonidae.